# Aalders Landing
Aalders Landing – przystań (landing) w kanadyjskiej prowincji Nowa Szkocja, w hrabstwie Annapolis, na rzece Cloud Lake Brook (44°49′43″N, 64°54′26″W), w granicach obszaru chronionego Cloud Lake Wilderness Area; nazwa urzędowo zatwierdzona 21 sierpnia 1974.